# 吉沃拉酒店
吉沃拉酒店（Gevora Hotel）是位於杜拜的一座摩天大樓酒店，高356公尺。大樓於2017年完工，共有75層，是世界最高的酒店。